# Robert Weber (Handballspieler)
Robert Weber (* 25. November 1985 in Bregenz) ist ein österreichischer Handballspieler. Mit 2510 Toren gehört er zu den fünf erfolgreichsten Torschützen der deutschen Handball-Bundesliga-Geschichte.

## Karriere
Weber spielte in Österreich bei Alpla HC Hard. Bei den Vorarlbergern wurde er in der Saison 2004/05 von der Handball Liga Austria zum „Newcomer des Jahres“ gewählt. Ab 2008 spielte der Rechtsaußen in der deutschen 1. Bundesliga, zunächst für HBW Balingen-Weilstetten, ab 2009 beim SC Magdeburg. In der Saison 2010/11 der Bundesliga führte Weber die Torschützenliste mehr als die halbe Saison lang an und wurde erst am letzten Spieltag auf den zweiten Rang verdrängt. Nachdem er auch 2013/14 mit 242 Toren den zweiten Platz in der Torschützenliste belegt hatte, wurde er 2014/15 mit 271 Treffern als erster Spieler des SC Magdeburg Torschützenkönig der Handball-Bundesliga. Seit der Saison 2019/20 lief er für die HSG Nordhorn-Lingen auf, mit der er nach der Saison 2020/21 in die 2. Bundesliga abstieg. Ab dem Sommer 2022 stand er beim griechischen Verein Olympiakos SFP unter Vertrag. Im Februar 2023 wurde Weber von den Füchsen Berlin verpflichtet, da sich Hans Lindberg eine Verletzung zugezogen hatte. Am 11. Mai 2023 erzielte er sein 2500. Bundesligator. Im Mai 2023 gewann er mit der EHF European League seinen ersten internationalen Titel, als er mit den Füchsen Berlin beim Final Four in Flensburg erfolgreich war. Nach der Saison 2022/23 verließ er den Verein. Im Oktober 2023 wurde Weber von der HSG Bärnbach/Köflach für die Handball Liga Austria verpflichtet. Im Sommer 2024 schloss er sich dem Schweizer Zweitligaaufsteiger SV Fides St. Gallen an. Ab Februar 2025 wurde er bis zum Saisonende an den TSV St. Otmar St. Gallen ausgeliehen.
Für die österreichische Nationalmannschaft erzielte Weber 990 Treffer in 228 Länderspielen. Er nahm an der Europameisterschaft 2014 teil. Bei der Weltmeisterschaft 2015 in Katar erreichte er mit Österreich erstmals das Achtelfinale, in dem er dem Gastgeber knapp unterlag. Mit 42 Toren in sechs Spielen war er bester Werfer seiner Mannschaft. Bei der Europameisterschaft 2020 erzielte er in sieben Spielen 35 Tore und erreichte mit einer Torquote von 73 % aller Würfe die höchste der teilnehmenden österreichischen Nationalspieler und die fünfthöchste im gesamten Turnier. Auch bei der Weltmeisterschaft 2021 (26. Platz) war Weber mit 32 Toren in sieben Spielen erfolgreichster Werfer seiner Auswahl.
Bei der Europameisterschaft 2024 spielte er in Deutschland für das österreichische Team auf. Weber wurde bei der EM ins All-Star-Team gewählt.

## Privates
Robert Webers Bruder Thomas war ebenfalls Handballspieler. Der Linksaußen spielte von 2012 bis 2021 für den Alpla HC Hard.

## Bundesligabilanz
| Saison    | Verein                   | Spielklasse | Spiele | Tore | 7-Meter | Feldtore |
| --------- | ------------------------ | ----------- | ------ | ---- | ------- | -------- |
| 2008/09   | HBW Balingen-Weilstetten | Bundesliga  | 33     | 111  | 8       | 103      |
| 2009/10   | SC Magdeburg             | Bundesliga  | 34     | 188  | 46      | 142      |
| 2010/11   | SC Magdeburg             | Bundesliga  | 34     | 242  | 103     | 139      |
| 2011/12   | SC Magdeburg             | Bundesliga  | 34     | 124  | 10      | 114      |
| 2012/13   | SC Magdeburg             | Bundesliga  | 33     | 168  | 57      | 111      |
| 2013/14   | SC Magdeburg             | Bundesliga  | 34     | 242  | 107     | 135      |
| 2014/15   | SC Magdeburg             | Bundesliga  | 36     | 271  | 99      | 172      |
| 2015/16   | SC Magdeburg             | Bundesliga  | 32     | 224  | 79      | 145      |
| 2016/17   | SC Magdeburg             | Bundesliga  | 34     | 219  | 85      | 134      |
| 2017/18   | SC Magdeburg             | Bundesliga  | 33     | 169  | 64      | 105      |
| 2018/19   | SC Magdeburg             | Bundesliga  | 33     | 97   | 19      | 78       |
| 2019/20   | HSG Nordhorn-Lingen      | Bundesliga  | 27     | 164  | 58      | 106      |
| 2020/21   | HSG Nordhorn-Lingen      | Bundesliga  | 38     | 235  | 114     | 121      |
| 2022/23   | Füchse Berlin            | Bundesliga  | 15     | 56   | 24      | 32       |
| 2008–2023 | gesamt                   | Bundesliga  | 450    | 2510 | 873     | 1637     |

## Erfolge
- 1× HLA „Newcomer des Jahres“ 2004/05
- 1× Österreichischer Pokalsieger 2004/05
- 1× Finalist im EHF Challenge Cup 2007/08
- 1× DHB-Pokalsieger 2016
- 1× Torschützenkönig der Handball-Bundesliga (2014/15)
- 1× EHF European League 2022/23
- All-Star-Team EM 2024